# Авішай Декель

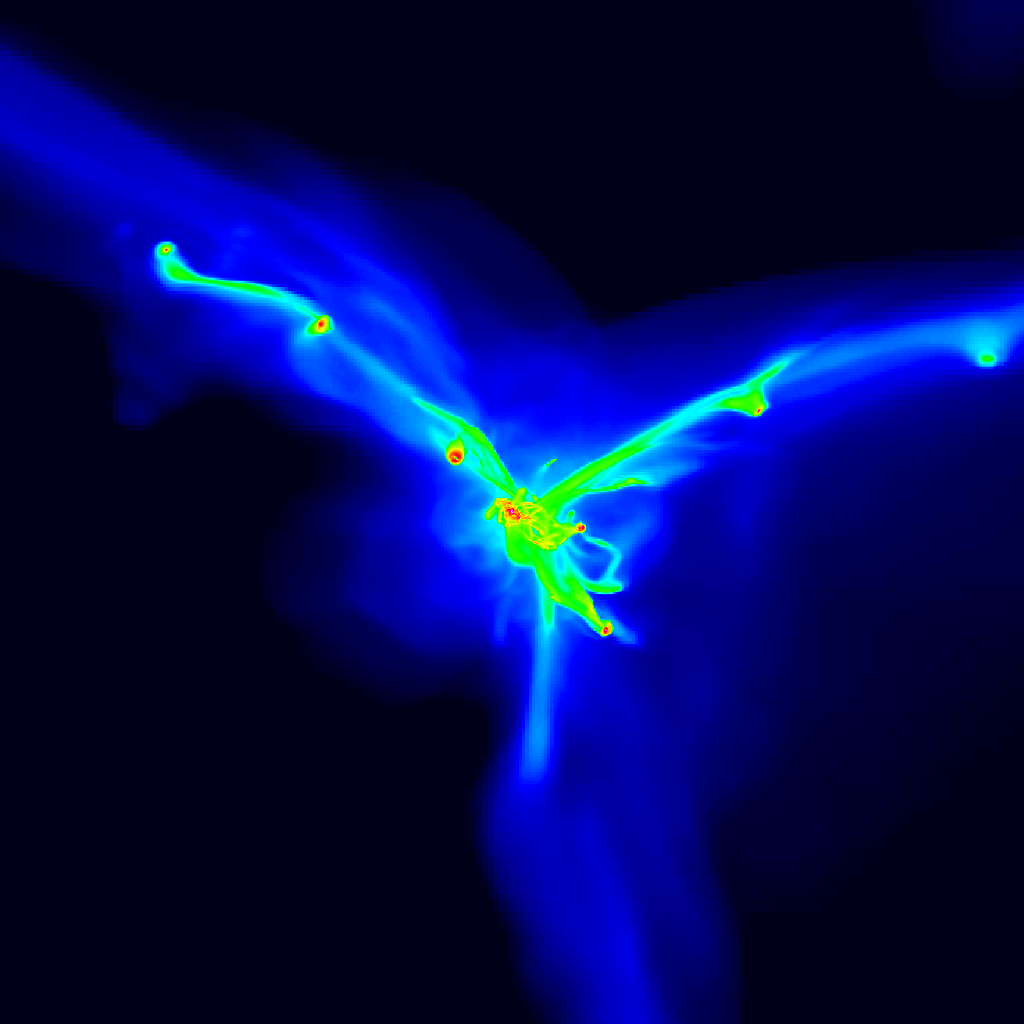
Холодні потоки з космічної павутини, що живлять галактику в ранньому Всесвіті, на основі гідрокосмологічного комп’ютерного моделювання (Декель та ін., 2011) На знімку показано щільність газу. Розмір зображення півмільйона світлових років, вік Всесвіту 3 мільярда років.

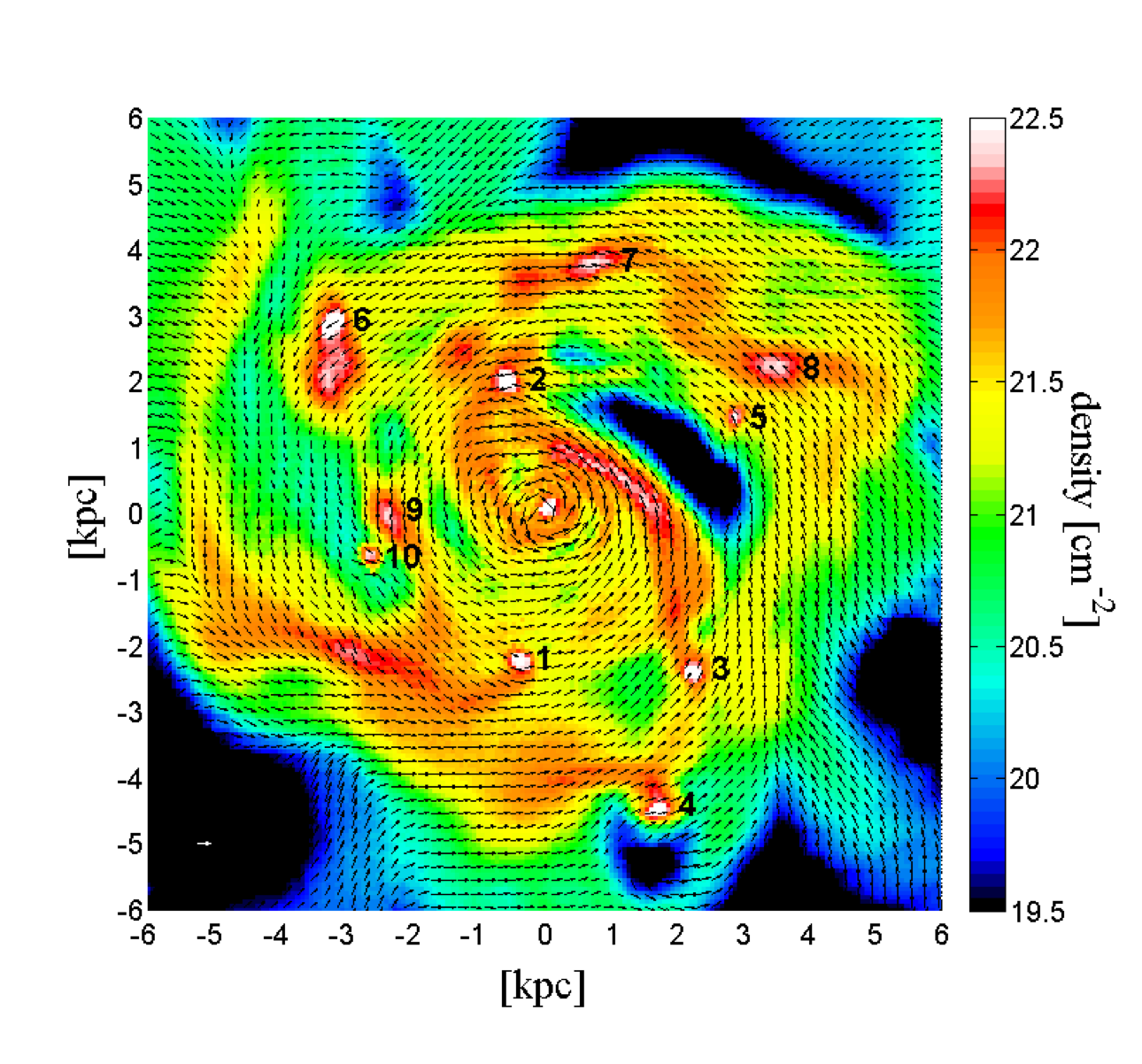
Сильна гравітаційна нестійкість у дисковій галактиці в ранньому Всесвіті на основі гідрокосмологічного комп’ютерного моделювання (Декель та ін., 2011) Розподіл щільності газу показує, що диск фрагментований на гігантські згустки, де утворюються зорі. Радіус диска становить 30 000 світлових років.

Авішай Декель (івр. אבישי דקל; нар. 1951) — професор фізики Єврейського університету в Єрусалимі, Ізраїль. Очолює кафедру теоретичної фізики Андре Айзенштадта. Його основні наукові інтереси — астрофізика та космологія.

## Академічна кар'єра
Декель отримав ступінь доктора філософії від Єврейського університету в 1980 році. Потім працював науковим співробітником Каліфорнійського технологічного інституту та доцентом Єльського університету, а в 1986 році став викладачем Єврейського університету.
Він був керівником Інституту фізики Рака (1997—2001), деканом Управління у справах громади та молоді Єврейського університету (2005—2011) та президентом Ізраїльського фізичного товариства (2008–2011). Він очолював університетський обчислювальний комітет, був членом виконавчого комітету опікунської ради та членом постійного комітету Єврейського університету.
Декель отримав звання запрошеного професора Міллера в Каліфорнійському університеті в Берклі, Міжнародну кафедру досліджень Блеза Паскаля у Вищій нормальній школі в Парижі (2004–2006) та стипендію Лагранжа в Паризькому астрофізичному інституті (2015—2016). Він був обраний членом Ізраїльського фізичного товариства (2019) і отримав премію Ландау в галузі мистецтва та науки (2020).
Декель відомий своїм внеском у космологію, особливо свлїми дослідженнями формування галактик і великомасштабної структури Всесвіту в межах теорії темної енергії і темної матерії. Його спеціалізація — карликові галактики та зворотний зв’язок від наднових (1986—2003), великомасштабні космічні потоки та ранні оцінки фундаментальних космологічних параметрів (1989—2001), структура галактичних гало темної матерії (2000—2003), та теорія утворення галактик (2003—2012).
Його дослідження зосереджені на аналітичному і чисельному моделюванні формування галактик у найактивнішій фазі раннього Всесвіту. Він вивчає, як злиття галактик та безперервні потоки холодного газу з міжгалактичного простору призводять до зореутворення в галактиках і викликають сильну гравітаційну нестійкість диска, і як ця нестійкість призводить до формування компактних сфероїдальних галактичних компонентів із центральними масивними чорними дірами.
Декель є найбільш цитованим астрофізиком в Ізраїлі з 45 000 цитувань і H-індексом 106.